# Nikola Petrović-Njegoš
Titres
Chef officiel de la Maison royale du Monténégro
Depuis le 12 juillet 2011
(13 ans, 9 mois et 18 jours)
Prétendant au trône de Monténégro
Depuis le 24 mars 1986
(39 ans, 1 mois et 6 jours)
Signature
Le prince Nicolas Petrovitch-Njegosh ou Nikola Petrović-Njegoš (en serbe cyrillique : Никола Петровић-Његош), né Nicolas Petrovitch-Njegosh (7 juillet 1944 à Saint-Nicolas-du-Pélem en Bretagne, France), est l'actuel prétendant au trône de Monténégro. Appelé « Nicolas II » par les monarchistes, il est le grand maître héréditaire de l'ordre du prince Danilo Ier et de l'ordre de Saint-Pierre de Cetinje.
Depuis 2011, il est reconnu par l’État monténégrin comme chef de la Maison royale du Monténégro, avec un statut officiel lui conférant un rôle de représentation au sein de la République.

## Biographie

### Famille
Il est l'arrière-petit-fils du roi Nicolas Ier et le seul fils et héritier du dernier prétendant, le prince Mihailo Petrović-Njegoš, grand-duc de Grachavie et de Zeta (né en 1908 et, selon les monarchistes monténégrins, roi de Monténégro de jure du 7 mars 1921 à sa mort en 1986), et de Geneviève Prigent  (née le 4 décembre 1919 et décédée le 27 janvier 1991). Ses parents se sont mariés le 27 janvier 1941 et ont divorcé à Paris le 11 août 1949.
Le prince Nicolas descend aussi de la maison Obrénovitch par Yephrem, le frère cadet de Milos Ier Obrenovitch, prince de Serbie, élu par l'Assemblée en 1827 et reconnu par le sultan Mahmoud II le 15 août 1830.

### Un prince qui s'ignore
Jusqu'en 1989, Nicolas Petrovitch-Njegosh ne se préoccupait guère de son statut d'héritier du trône monténégrin, travaillant comme architecte. C'est alors que le gouvernement communiste yougoslave lui demande, à son grand étonnement, l'autorisation de rapatrier la dépouille de son arrière-grand-père, le roi Nicolas Ier, mort exilé en France puis inhumé en Italie.

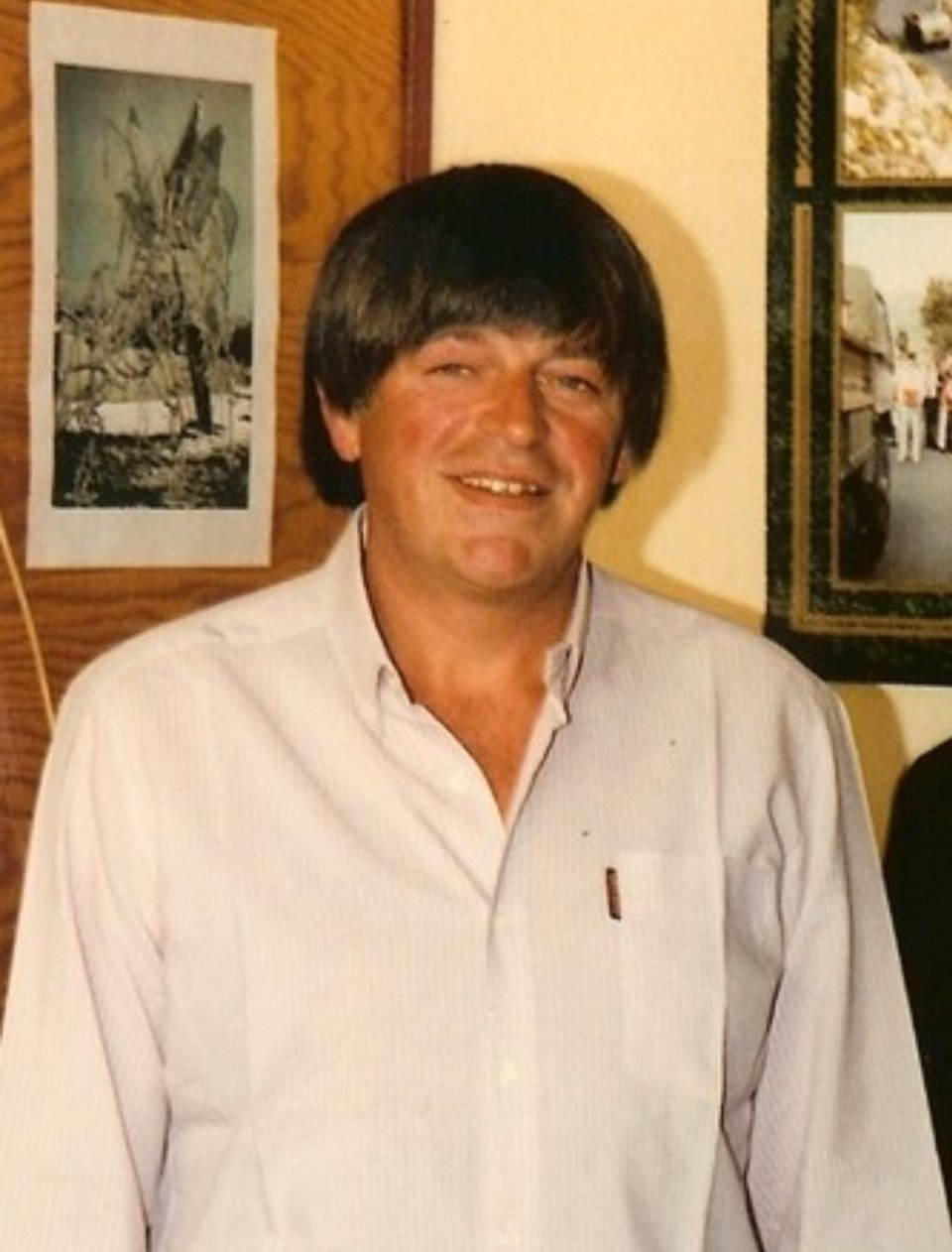
Le prince Nicolas en 1990.

Il savait, par son père, qu'il avait un lien avec l'aristocratie monténégrine, mais fut surpris d'apprendre son hérédité. En 1989, il est invité par l'Église serbe au Monténégro pour la cérémonie de rapatriement des restes du roi Nicolas Ier. Il doit alors prononcer un discours devant une foule à Cetinje, lors de la cérémonie. Mais, ne parlant pas serbe, il doit apprendre le texte de manière phonétique.

### Chef de la Maison royale

#### Prétendant au trône
Le prince Nicolas soutient totalement l'indépendance du Monténégro et son droit dynastique au trône, refusant de reconnaître toute annexion ou prétention des dynasties non-monténégrines sur le pays. En tant que chef de la maison Petrović-Njegoš, il considère que la dynastie est monténégrine, et non serbe. En effet, pendant la Première Guerre mondiale, la famille royale fut contrainte de quitter le pays en 1916 après la défaite des troupes monténégrines devant l'armée austro-hongroise. À la fin de la guerre, le royaume de Serbie annexa unilatéralement le Monténégro et déposa la maison Petrović-Njegoš. La famille royale se réfugia en France où le roi Nicolas Ier décéda en 1921. La même année, l'un des petits-fils du roi, Alexandre Karageorgévitch monte sur le trône du royaume des Serbes, Croates et Slovènes, dont le Monténégro faisait partie.[réf. nécessaire]
Le prince Nicolas est architecte, fondateur et président de la biennale de Cetinje d'art contemporain.

#### Loi sur le statut de descendants de la dynastie Petrović-Njegoš

Étendard du prince Nicolas.

Le 12 juillet 2011, le Parlement du Monténégro a adopté la loi sur le statut de la dynastie Petrović-Njegoš.
La loi réhabilite moralement et financièrement la dynastie. Elle reconnaît les descendants du roi Nicolas Ier dans la ligne masculine et leurs épouses comme les descendants de la dynastie Petrović-Njegoš et le gouvernement a alloué la somme de 4,3 millions d'euros sur sept ans en faveur de la fondation Petrović-Njegoš. En outre, le prince Nicolas aura droit à un revenu mensuel équivalent à la rémunération brute mensuelle du président de la République.
La fondation Petrović-Njegoš sera basée au palais Petrovitch (Dvorac Petrovića), à Podgorica. En outre, la maison et la terre du roi Nicolas Ier à Njeguši sera donnée à la dynastie ainsi que la construction d'une nouvelle maison à Cetinje.
Le prince Nicolas sera également en mesure d'agir en tant que représentant du gouvernement du Monténégro et d'accomplir d'autres fonctions non politiques. Le prince a accompli son premier engagement officiel le 10 juillet 2011, lors des obsèques de l'archiduc Otto de Habsbourg-Lorraine, quand il a représenté le président du gouvernement, Igor Lukšić. Ce dernier donne une réception officielle le 24 juillet 2011 à Podgorica en l'honneur du prince Nicolas et de la famille royale de Monténégro à l'occasion de la modification constitutionnelle.

## Famille
Le 27 novembre 1976, il épouse à Trébeurden (Côtes-du-Nord) Francine Navarro, styliste de mode, née le 27 janvier 1950 à Casablanca au Maroc et décédée le 6 août 2008. Le couple a deux enfants, portant le prédicat d'altesse royale :
1. la princesse Altinaï Petrovitch-Njegos, née le 27 octobre 1977 aux Lilas. En 1998, elle commence des études d'architecture à l'ENSA de Paris-La Villette mais, après un échec en 3e année, s'oriente vers une école d'art audiovisuel, puis étudie au Studio national du Fresnoy, promotion Jean-Luc Godard 2004-2006. Elle produit notamment, en 2005, un court-métrage, L'Art de la fugue, présenté dans plusieurs festivals : le 58e festival du film de Locarno (Suisse), le Festival Alternative Film-Video 2005 (Belgrade, Serbie). En mai 2009, elle épouse le violoniste russe Anton Martynov, dont elle a un fils :
  1. Nikolaï Martynov (né le 30 septembre 2009).
2. le prince Boris Petrovitch-Njegos, grand-duc de Grachavie et de Zeta, né le 21 janvier 1980 aux Lilas. Le 12 mai 2007, il épouse Véronique Haillot Canas da Silva, architecte, née le 27 juillet 1976 à São Sebastião da Pedreira (Portugal), dont il a deux filles, portant le prédicat d'altesse :
  1. la princesse Milena Petrovitch-Njegos (née le 11 février 2008).
  2. la princesse Antonia Petrovitch-Njegos[7].

## Décorations
| Ordre national de la Légion d'honneur | Chevalier de la Légion d’honneur (30 decembre 2016), . |

## Reportages radio et films documentaires
- The Njegoskij Fund Network: "Un prince à Paris", reportage radio par Sonia Zoran pour la Radio suisse-romande (RSR) - La Première (Suisse, 27 mai 2007).
- « The Njegoskij Fund Network: "L'Indépendance du Monténégro" »(Archive.org • Wikiwix • Archive.is • Google • Que faire ?), interview-radio par Pierre Maisonneuve pour Radio-Canada - Première Chaîne (Montréal, Québec, Canada, 22 mai 2006).
- The Njegoskij Fund Network: "L’homme qui ne voulut pas être roi", film documentaire d'Anne Georget pour France 3 (France, 16 septembre 1995).
- The Njegoskij Fund Network: "L’appel de 1991 du prince Nicolas Petrovitch-Njegosh" sur Radio France internationale (RFI) (France, 1991).